# 穂積村 (栃木県)
穂積村（ほづみむら）は栃木県の南部、下都賀郡に属していた村である。

## 地理
- 河川 - 思川

## 歴史
- 1868年（明治元年） - 真岡知県事に属する。
- 1869年（明治2年） - 真岡知県事の日光県合併に伴い、日光県に属する。
- 1871年（明治4年） - 栃木県に属する。大区小区制により栃木県第七大区七小区となる。
- 1876年（明治9年） - 栃木県第一大区五小区となる。
- 1878年（明治11年） - 郡区町村編制法により下都賀郡役所の管轄下に入る。下石塚に戸長役場を設置。
- 1889年（明治22年）4月1日 - 町村制施行により、萩島村、大行寺村、上石塚村、下石塚村、上国府塚村、下国府塚村、石上村、塩沢村、間中村が合併し穂積村が成立する。
- 1955年（昭和30年）2月11日 - 豊田村，中村と合併し、美田村となる。

## 人口推移
- 1920年（大正9年）…3,354人
- 1925年（大正14年）…3,344人
- 1930年（昭和5年）…3,425人
- 1935年（昭和10年）…3,483人
- 1940年（昭和15年）…3,477人
- 1947年（昭和22年）…4,290人
- 1950年（昭和25年）…4,221人

## 行政
- 穂積村長

| 代 | 氏名       | 就任                      | 退任                      | 備考 |
| -- | ---------- | ------------------------- | ------------------------- | ---- |
| 1  | 殿塚栄太   | 1889年（明治22年）6月6日  | 1898年（明治31年）5月6日  |      |
| 2  | 青木重蔵   | 1898年（明治31年）5月6日  | 1899年（明治32年）4月7日  |      |
| 3  | 岸雄一郎   | 1899年（明治32年）4月7日  | 1903年（明治36年）4月6日  |      |
| 4  | 青木重蔵   | 1903年（明治36年）5月10日 | 1907年（明治40年）3月29日 |      |
| 5  | 岸金之輔   | 1908年（明治41年）9月14日 | 1909年（明治42年）9月2日  |      |
| 6  | 青木重蔵   | 1909年（明治42年）9月8日  | 1913年（大正2年）9月7日   |      |
| 7  | 大森為三郎 | 1913年（大正2年）9月10日  | 1920年（大正9年）9月6日   |      |
| 8  | 猪瀬盛秀   | 1920年（大正9年）9月22日  | 1940年（昭和15年）5月10日 |      |
| 9  | 速水修     | 1940年（昭和15年）7月1日  | 1946年（昭和21年）1月30日 |      |
| 10 | 舘野耕作   | 1946年（昭和21年）3月1日  | 1947年（昭和22年）4月6日  |      |
| 11 | 青木武平   | 1947年（昭和22年）4月7日  | 1951年（昭和26年）4月4日  |      |
| 12 | 岸芳之助   | 1951年（昭和26年）4月26日 | 1955年（昭和30年）2月10日 |      |

出典:『栃木県町村合併誌 第三巻下』, p. 227-228